# Georg Kleemann (Designer)
Georg Kleemann (* 8. Dezember 1863 in Oberwurmbach; † 1932 in Eutingen an der Enz) war ein deutscher Maler, Schmuckdesigner und Dozent an der Kunstgewerbeschule Pforzheim. Er schuf für zahlreiche Pforzheimer Schmuckhersteller Entwürfe für Colliers, Ohrringe und Broschen und war einer der wichtigsten Designer von Jugendstilschmuck in Deutschland.

## Leben
Nach dem Abschluss der schulischen Ausbildung absolvierte Georg Kleemann ein Studium an der Kunstgewerbeschule München. Nach dem Studium ging er ins Atelier Spieß, das auf Entwürfe von Keramiken, Bucheinbänden und Tapeten spezialisiert war.

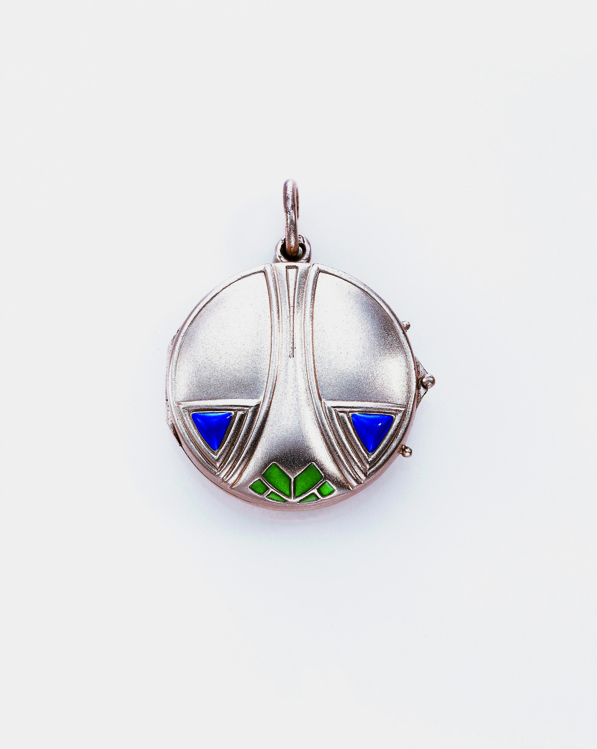
Medaillon, Ausführung durch Victor Mayer (1905)

1887 wurde er als Lehrer an die großherzoglich badische Kunstgewerbeschule Pforzheim berufen, wo er eine Entwurfsklasse leitete. 1900 veröffentlichte er das Vorlagenbuch Moderner Schmuck mit über 100 Schmuckentwürfen. Bevorzugt entwarf er farbig emaillierte, geometrische und florale Schmuckstücke und Haarkämme. Mit seinen Entwürfen nahm er an verschiedenen Kunstgewerbeausstellungen teil, unter anderem an der Fachausstellung für Bijouterie 1894 in Pforzheim, der Weltausstellung 1904 in St. Louis und an der Weltausstellung 1910 in Brüssel.
Für namhafte Pforzheimer Schmuckhersteller – u. a. Levinger & Bissinger, Theodor Fahrner, Victor Mayer, Otto Zahn, Lauer & Wiedmann, Rodi & Wienenberger, Carl Herrmann, Zerenner und Söllner – lieferte er zahlreiche Schmuckentwürfe. Für Victor Mayer entwarf der auch Schmuck, der in Serie gefertigt wurde. Neben Schmuck sind von Kleemann auch Entwürfe für Silbergeräte wie Bilderrahmen, Taschenmesser, Taschenbeschläge und Schirmgriffe überliefert.
Von 1893 bis zu seiner Pensionierung 1928 war er als Dozent an der Kunstgewerbeschule Pforzheim tätig.
Kleemann bewohnte seit 1909 ein Haus in der Künstlerkolonie Eutingen, Hohe Steige 4.
Nach seinem Tod wurden Entwürfe von Georg Kleemann auf zahlreichen Schmuckausstellungen, u. a. 2009 im Bröhan-Museum Berlin, im Badischen Landesmuseum Karlsruhe oder im Stadtarchiv Pforzheim gezeigt.